# Antonín Wencl
Antonín Wencl (* 22. července 1936) je bývalý český fotbalový brankář. Po skončení aktivní kariéry se stal ligovým rozhodčím.

## Fotbalová kariéra
V československé lize hrál za TJ Sklo Union Teplice. Nastoupil v 5 ligových utkáních.

## Ligová bilance
| Ročník                                   | Zápasy | Góly | Klub                  |
| ---------------------------------------- | ------ | ---- | --------------------- |
| 1. československá fotbalová liga 1964/65 | 5      | 0    | TJ Sklo Union Teplice |
| CELKEM 1. liga                           | 5      | 0    |                       |